# Cristo Redentor de El Encanto
O Cristo Redentor de El Encanto é uma escultura de Edgar Urriola Espino, construída em granito e cimento branco, de 21 pés de altura (6 metros e 40 centímetros) e com peso de oito toneladas. Está situada em Los Lagos de El Encanto, Calle El Encanto, Capirita, El Valle (Panamá), no Panamá.
A construção foi iniciada em outubro de 2007 e foi concluída em fevereiro de 2008.